# Portugiesische Schachblume
Die Portugiesische Schachblume (Fritillaria lusitanica) ist eine Pflanzenart aus der Gattung der Fritillaria in der Familie der Liliengewächse (Liliaceae).

## Beschreibung

### Vegetative Merkmale
Fritillaria lusitanica wächst als ausdauernde krautige Pflanze und erreicht Wuchshöhen bis zu 40 Zentimetern. Dieser Geophyt bildet als Überdauerungsorgan eine runde Zwiebel mit einem Durchmesser von 5 bis 12 Millimetern. Ab dem zeitigen Frühjahr wird ein relativ großer Stängel gebildet, der (30) 40–75 (80) Zentimeter lang wird. Die wechselständig am Stängel angeordneten Laubblätter sind schmal und relativ lang. Das unterste Blatt ist etwa 4,5 bis 10 Zentimeter lang und 1 bis 3 (5) Millimeter breit.

### Generative Merkmale
Die Blütezeit liegt im April. Der Blütenstand enthält nur ein bis drei nach unten hängende Blüten. Die zwittrigen Blüten sind dreizählig und glockenförmig. Die sechs Blütenhüllblätter sind wechselnd braun und blass-grün gestreift. Die äußeren sind etwa 30 bis 35 Millimeter lang und 8 bis 12 Millimeter breit. Die inneren Blütenhüllblätter sind 30 bis 35 Millimeter lang und 11 bis 17 Millimeter breit.
Die Staubfäden sind etwa 8 bis 13 Millimeter lang.
Die Chromosomenzahl beträgt 2n = 24.

## Systematik und Verbreitung
Die Erstbeschreibung erfolgte 1821 durch Johan Emanuel Wikström in Kongl. Vetenskaps Academiens Handlingar, S. 352. Ein Synonym für Fritillaria lusitanica Wikstr. ist Fritillaria pyrenaica var. lusitanica (Wikstr.) Pau. Das Artepitheton lusitanica für portugiesisch, bezieht sich auf die Heimat dieser Art.
Fritillaria lusitanica ist auf der Iberischen Halbinsel sowie den Balearen verbreitet.
Von Fritillaria lusitanica gibt es zwei Unterarten:
- Fritillaria lusitanica Wikstr. subsp. lusitanica (Syn.: Fritillaria messanensis Boiss. nom. illeg., Fritillaria hispanica Boiss. & Reut., Fritillaria lusitanica var. hispanica (Boiss. & Reut.) Baker, Fritillaria boissieri Costa, Fritillaria lusitanica var. messanensis Nyman, Fritillaria lusitanica subsp. hispanica (Boiss. & Reut.) K.Richt., Fritillaria pyrenaica var. boissieri (Costa) Nyman, Fritillaria pyrenaica var. hispanica (Boiss. & Reut.) Pau, Fritillaria pyrenaica var. senneneliasii Pau, Fritillaria flahaultiana Sennen, Fritillaria meleagris var. boissieri (Costa) Vayr., Fritillaria messanensis var. hispanica (Boiss. & Reut.) Maire, Fritillaria maria Sennen, Fritillaria pyrenaica subsp. hispanica (Boiss. & Reut.) Vigo, Fritillaria nigra subsp. boissieri (Costa) O.Bolòs & Vigo, Fritillaria pyrenaica subsp. boissieri (Costa) Vigo & Valdés): Sie kommt in Spanien und Portugal vor.[4]
- Fritillaria lusitanica subsp. stenophylla (Boiss. & Reut.) K.Richt. (Syn.: Fritillaria stenophylla Boiss. & Reut.): Sie kommt vom westlichen, zentralen und südlichen Portugal bis ins südwestliche Spanien vor.[4]

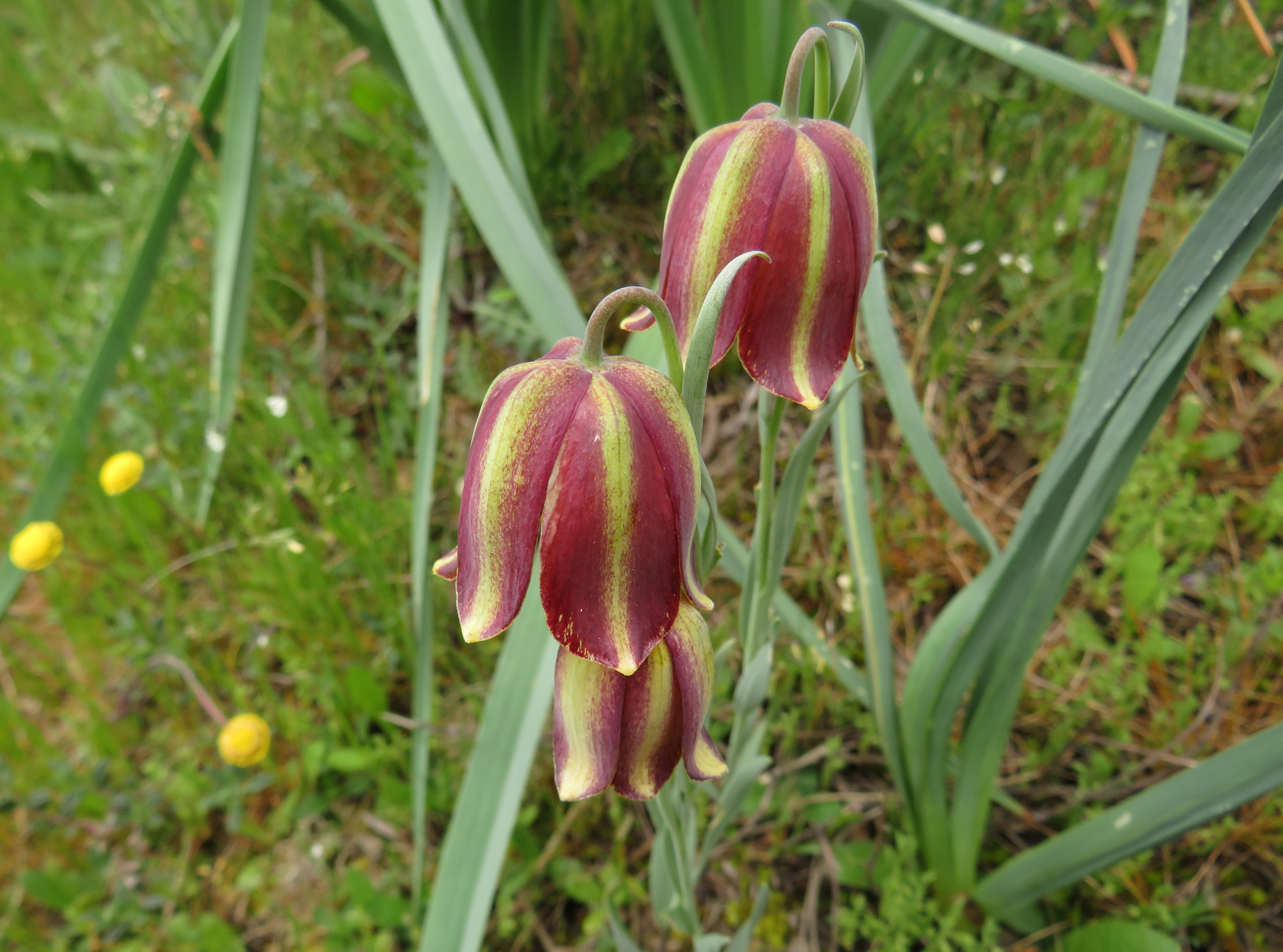
Hängende, glockenförmige Blüte von der Seite
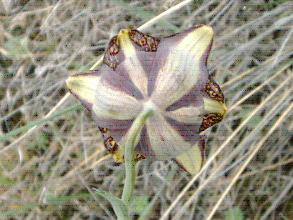
Blüte von hinten
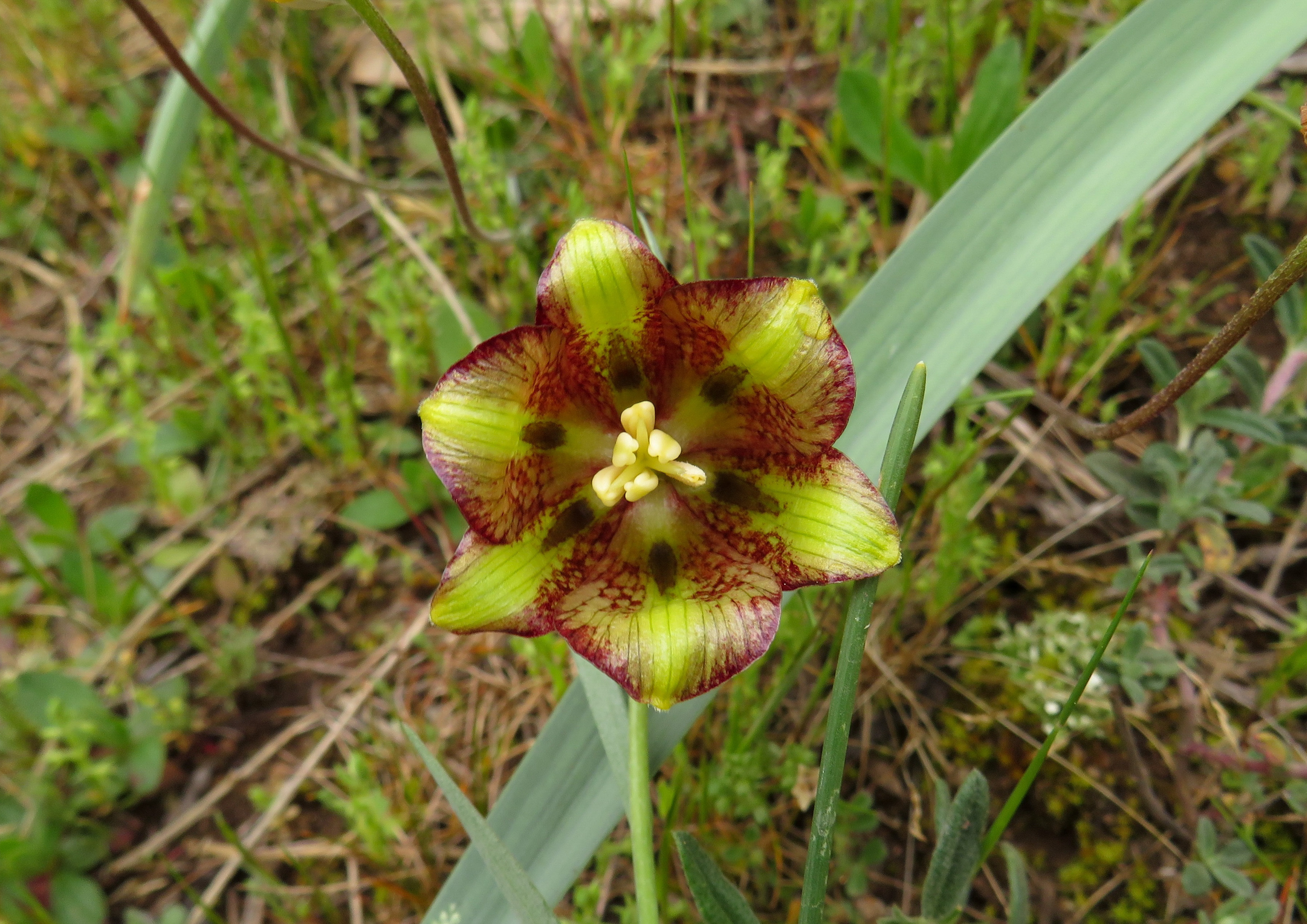
Blüteninneres